# Edith Standen
Edith Standen (geboren 21. Februar 1905 in Halifax, Kanada; gestorben 17. Juli 1998 in New York City) war eine US-amerikanische Kunsthistorikerin.

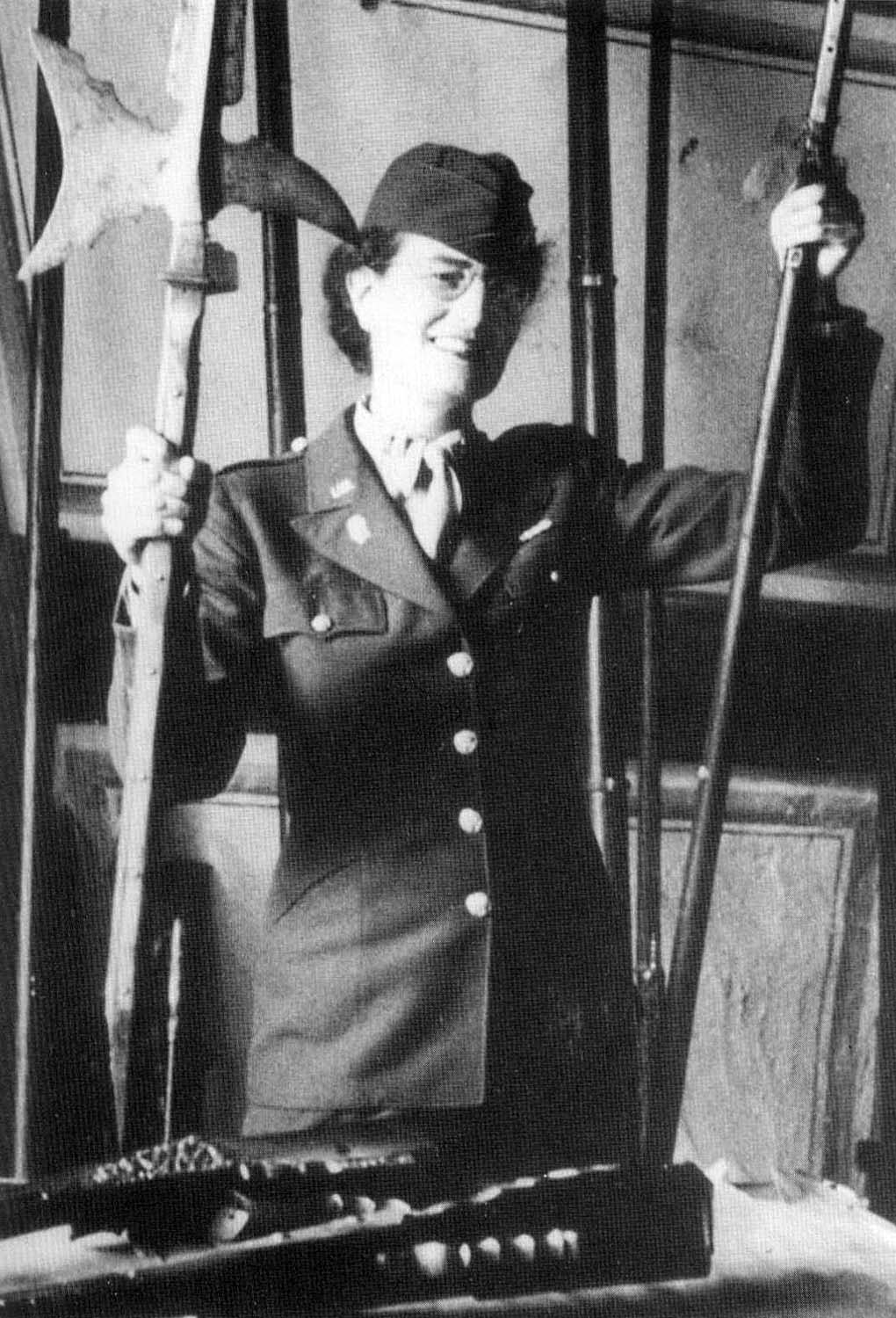
Edith Standen in Wiesbaden beim Central Collecting Point (1946)

## Leben
Edith Standen war eine Tochter des britischen Berufssoldaten Robert Standen und der US-Amerikanerin Eleanor Appleton. Sie wuchs in Irland und England auf. Standen studierte am Somerville College der Universität Oxford. Sie zog 1928 in die USA und arbeitete zunächst bei der von ihrem Onkel William Sumner Appleton gegründeten Society for the Preservation of New England Antiquities. Ab 1929 arbeitete sie für den Kunstsammler Joseph E. Widener in Elkins Park (Pennsylvania) und schloss 1942 den Transfer dessen Sammlung in die National Gallery of Art in Washington, D.C. ab.
Standen wurde 1942 amerikanische Staatsbürgerin und trat dem Women's Army Corps bei. 1945 wurde sie in die militärische Einheit Monuments, Fine Arts, and Archives Section (Monuments Men) einberufen, die den Kunstschutz auf dem europäischen Kriegsschauplatz organisierte. Nach Kriegsende war sie im Wiesbaden Collection Center stationiert und eine Unterzeichnerin des Wiesbadener Manifestes der Kunstschutzoffiziere. Sie wurde 1947 demobilisiert und mit der Bronze Star Medal ausgezeichnet.
Standen wurde Museumskuratorin am Metropolitan Museum of Art (MET) in New York City. Sie veröffentlichte einen Führer über die Sammlung von Wandteppichen im MET, schrieb eine Vielzahl von Zeitschriftenabhandlungen zu dem Thema und gab schließlich noch das Periodikum Navette-Shuttle heraus. Auch nach ihrem Ruhestand im Jahr 1970 blieb sie als Emerita bis 1988 dem MET verbunden. Im Jahr 1988 wurde sie mit dem Women’s Caucus for Art Lifetime Achievement Award ausgezeichnet.

## Schriften (Auswahl)
- Carl Christian Dauterman; James Parker; Edith Appleton Standen: Decorative art from the Samuel H. Kress Collection at the Metropolitan Museum of art : the tapestry room from Croome Court; furniture; textiles, Sèvres porcelains and other objects. London: Phaidon Press, 1964
- Drawings for the “Months of Lucas” tapestry series, In: Master Drawings, 9/1971, S. 3–14
- Masterpieces of painting in the Metropolitan Museum of Art. Introduction by Claus Virch. Comments on the paintings by Edith A. Standen. New York: The Metropolitan Museum of Art, 1978
- European Post-Medieval Tapestries and Related Hangings in the Metropolitan Museum of Art (Band 1 und Band 2), New York 1987
- The Comte de Toulouse’s ‘Months of Lucas’ Tapestries: Sixteenth Century Designs with Eighteenth-Century Additions. In: The Metropolitan Museum Journal  31, 1996,  S. 59–79
- Two costume studies by François-André Vincent. In: Master Drawings, 37/1999, S. 271–276